# Euclymene papillata
Euclymene papillata är en ringmaskart som först beskrevs av Miles Joseph Berkeley 1939.  Euclymene papillata ingår i släktet Euclymene och familjen Maldanidae. Utöver nominatformen finns också underarten E. p. isocirra.